# Walter Reichel
Emil Berthold Walter Reichel (né le 27 janvier 1867 à Laurahütte, dans le district prussien de Haute-Silésie); † 23 mai 1937 à Berlin), fils du directeur des équipements mécaniques Adolf Reichel et de son épouse Malvine, née Munscheid, était un ingénieur allemand. Ce collaborateur de Siemens fut l'un des pionniers de la traction électrique.

## Carrière
Après avoir réussi l’Abitur au lycée Sainte-Croix de Dresde, Walter Reichel commence ses études à l’Université technique de Berlin en électrotechnique qu’il termine par le concours de Conducteur des Travaux de l’État (Regierungsbauführer). En 1889, il débute comme constructeur chez Siemens & Halske à Berlin et il développe dans la même année le pantographe,. En 1897, il est nommé ingénieur en chef (oberingenieur) chez Siemens & Halske. Au cours des années suivantes il dirige la construction de trains électriques à Gênes, Dresde et Berlin. Revenant d’un voyage d’étude aux États-Unis, il dirige en 1902 la mise en service du métro de Berlin. En 1902, il passe avec succès l’examen d’Ingénieur diplômé à l’Université technique de Berlin.
Il réussit sa promotion avec la thèse Betrachtungen und Versuche über die Verwendung des Drehstromes für den Betrieb elektrischer Bahnen, son directeur de thèse était Aloïs Riedler. Parallèlement à ses activités industrielles il est professeur titulaire (ordentlicher Professor) à l’Université technique de Berlin; il y enseigne la traction  électrique (elektrische Bahnen).
À partir de 1903, Reichel participe avec la Studiengesellschaft für Elektrische Schnellbahnen (de) à la recherche sur les trains électriques avec la participation de Siemens et de l'AEG; par la suite une piste d'essai est construite à Berlin-Marienfelde où les trains atteignent une vitesse de 210 km/h. En 1911, Reichel participe également à la construction des locomotives pour la première voie électrifiée en Allemagne entre Dessau et Bitterfeld. Il développe aussi la locomotive électrique DR-Baureihe E 44 (de) qui pesait avec ses 78 t seulement la moitié des locomotives en service comparables à l'époque. La possibilité de son usage universel était regardée comme travail de pionnier à l’époque.
Après et pendant son temps comme professeur de l’université, il est nommé à partir de 1908 directeur du département de la fabrication des dynamos chez Siemens à Berlin et il est membre du directoire. Il influence la construction de grandes machines électriques, entre autres le transformateur électrique pour le « Walchenseekraftwerk » et de grands moteurs pour le laminage.
Après être devenu professeur émérite en 1926 et pris sa retraite de Siemens en 1932, il travaille encore comme expert entre autres pour les trains électriques.

## Brevets
En 1901, il dépose plusieurs brevets auprès de l'USPTO concernant la connexion des systèmes électriques des wagons (Means for Electrically Connecting of Railway Cars) et d'autres,,,,,,.

## Distinction
- En 1916, Reichel est nommé Regierungsrat (de)[2].
- Il était honoré avec l'Ordre de Vasa et en 1904 avec la médaille d'or de l'Exposition universelle de 1904[2].

## Littérature
- (de) Kurt Jäger, « Reichel, Emil Berthold Walter », dans Neue Deutsche Biographie (NDB), vol. 21, Berlin, Duncker & Humblot, 2003, p. 299–300 (original numérisé).